# Barrage de Sainte-Croix
Le barrage de Sainte-Croix est un barrage hydroélectrique situé sur le Verdon, dans la région Provence-Alpes-Côte d'Azur. 
Sa construction a donné naissance au lac de Sainte-Croix, la quatrième retenue artificielle de France métropolitaine la plus vaste. Avec une puissance installée de 136 MW, il constitue un élément important de l'aménagement hydroélectrique Durance-Verdon.

## Présentation
Construit de 1971 à 1974, année de sa mise en service, c'est un barrage-voûte à double courbure en béton. Il appartient à EDF et, retenant 767 millions de m3 d'eau, il fournit 142 GWh/an. Du fait de l'étroitesse des gorges de Baudinard dans lesquelles il est implanté, le barrage de Sainte-Croix dispose du rapport volume utile du réservoir / volume de béton le plus élevé de France.

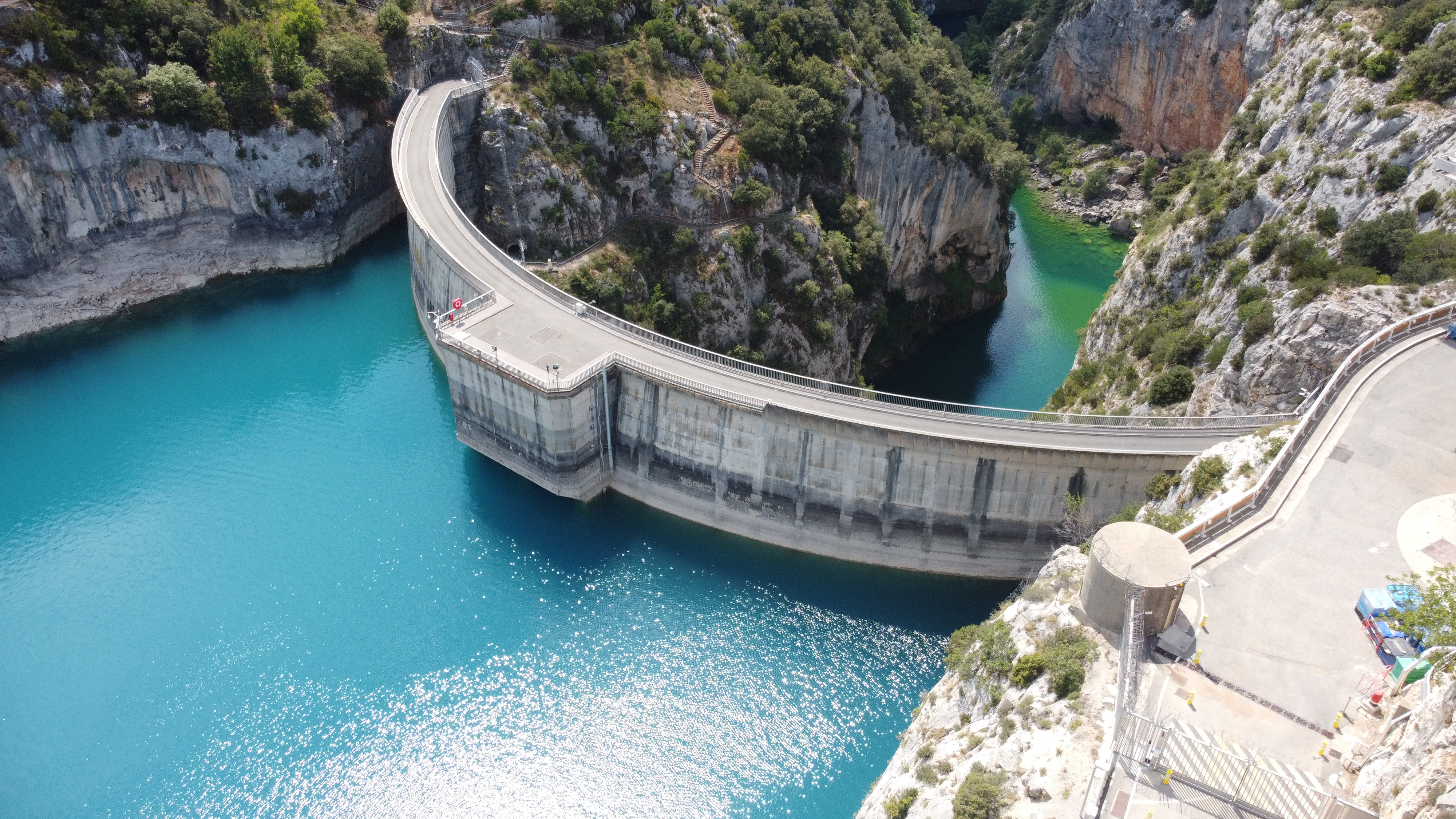
Barrage de Sainte-Croix, Juillet 2022

Il a célébré ses 40 ans en mai 2014 avec une vingtaine de manifestations sportives, musicales ou culturelles. Pour l’occasion, le barrage a complètement repensé sa communication : du site internet à la page Facebook, en passant par son logo dessiné en forme de sourire.

## Sécurité
Les visites de l'ouvrage ne sont plus possibles en raison du plan Vigipirate. Pour lutter contre les actes de malveillance, des caméras de surveillance ont été installées et filment 24 h/24.  
Sur le plan du génie civil, des tests effectués tout au long de l’année mesurent les variations de pression et de température. Le responsable du site en 2014 précise que la Dreal établit des vérifications tous les 10 ans sur chaque centimètre du barrage « avec l'utilisation de robots subaquatiques ».